# Olympus E-30
Die Olympus E-30 ist eine digitale E-System-Spiegelreflexkamera der Firma Olympus. Sie basiert auf dem Four-Thirds-Standard. Mit der E-30 hat Olympus erstmals eine digitale Spiegelreflexkamera der Mittelklasse herausgebracht, die sich zwischen die dreistelligen, günstigeren Modelle wie Olympus E-620 und die professionelle Olympus E-3 einreiht. Olympus folgt damit dem Benennungsschema anderer Hersteller, die ebenfalls zweistellige Mittelklasse-DSLRs anbieten; die E-30 konkurriert mit Modellen wie der Nikon D90 oder der Canon EOS 50D. Sie wurde im November 2008 vorgestellt und wird seit Dezember 2008 ausgeliefert.

## Technische Merkmale
- 6 Art-Filter
- 11-Punkt voll-biaxialer Autofokus
- 2,7" (6,9 cm) in der Diagonale messendes, dreh- und schwenkbares HyperCrystal II-LCD 6,9 cm / 2,7"
- Live-View
- 12,3 Megapixel Live-MOS-Sensor
- bis zu 5 Bilder pro Sekunde im Serienbildmodus mit bis zu 14 Aufnahmen im RAW-Puffer
- Bildstabilisator im Gehäuse
- automatische Sensorreinigung (Supersonic Wave Filter)
- eingebauter Blitz und kabellose Blitzkontrolle
- Gesichtserkennung im Live-View-Modus
- Spiegelvorauslösung
- Kontrolldisplay auf der Gehäuseoberseite zusätzlich zum Hauptdisplay
- Sucher mit 98 % Sichtfeldabdeckung und ca. 1,02-facher Vergrößerung
- elektronische 3D-Wasserwaage[1]

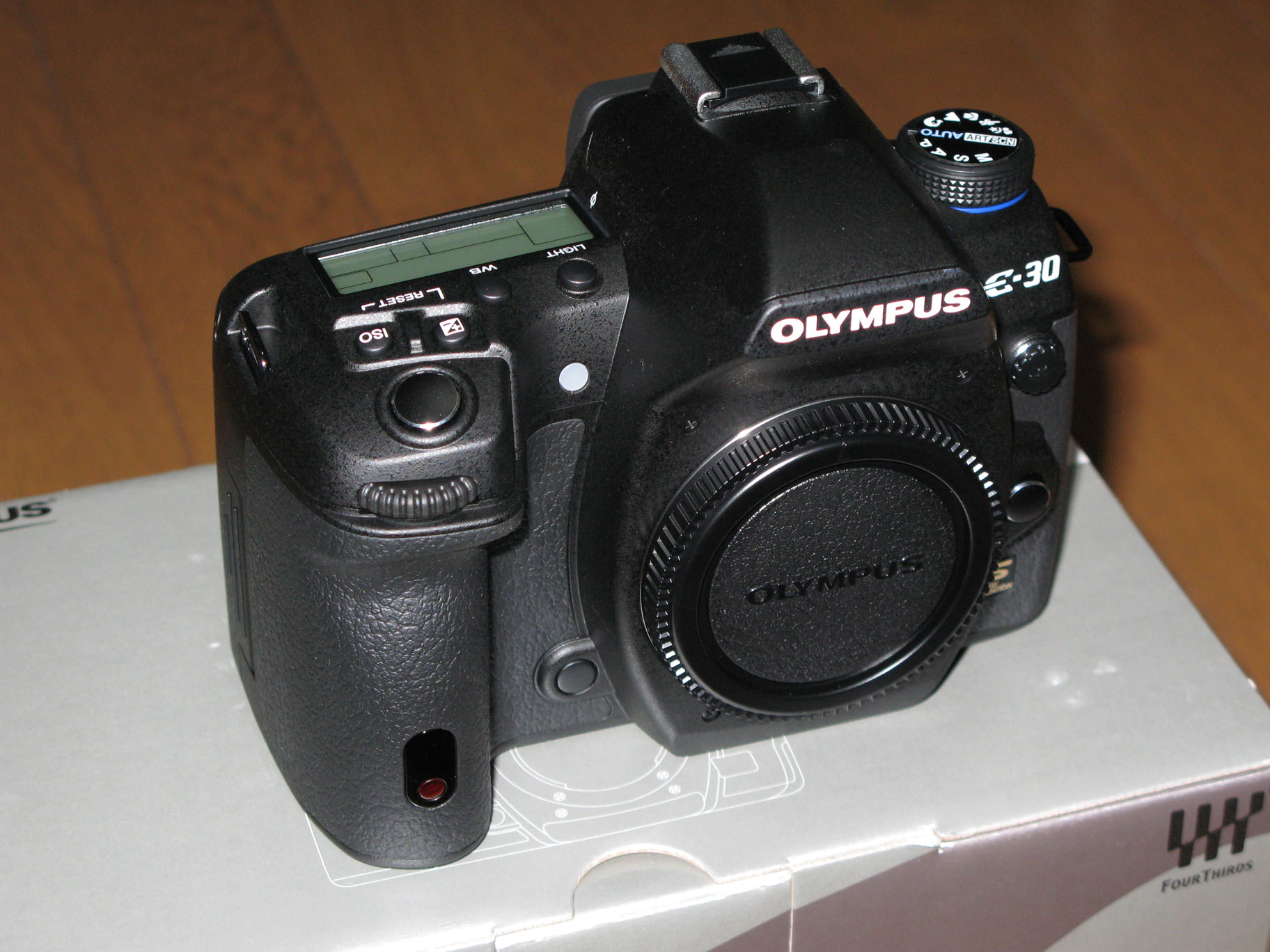
Vorderseite
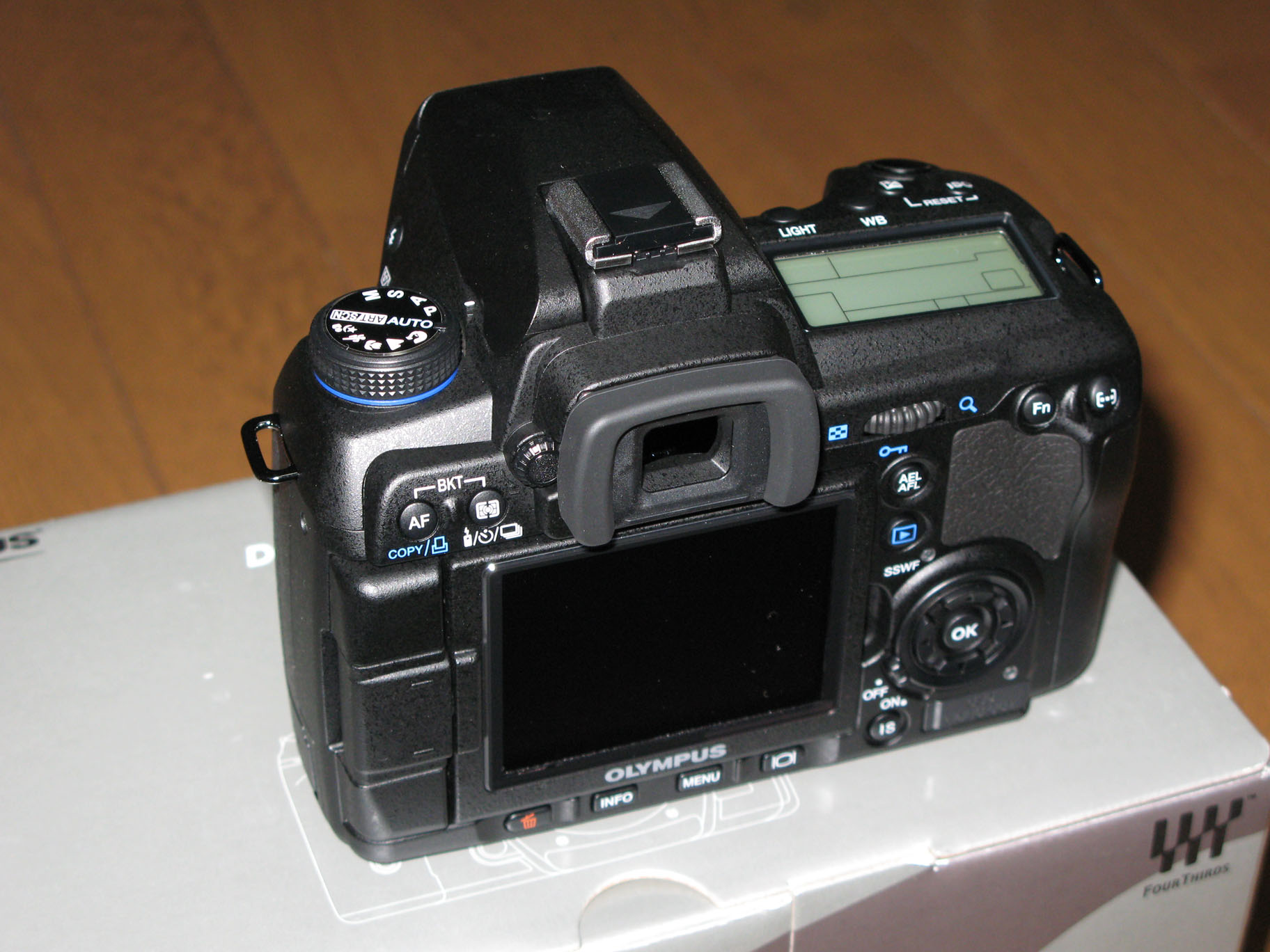
Rückseite
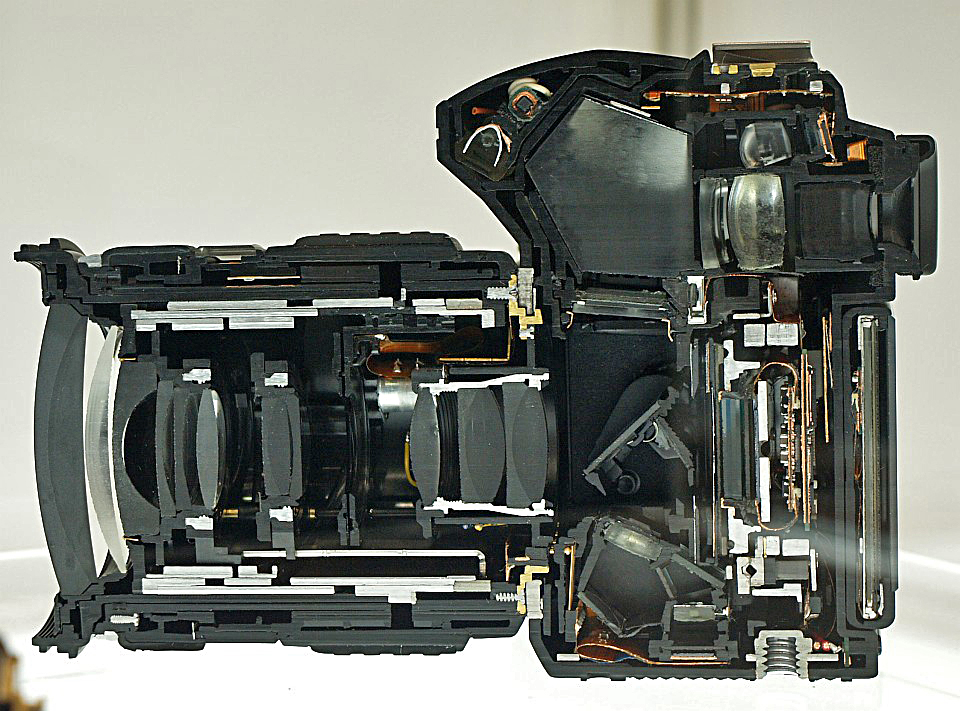
Aufgeschnittene Kamera mit Objektiv Zuiko Digital ED 14-54mm F2.8-3.5 II